# 群馬イノベーションアワード
群馬イノベーションアワード（ぐんまイノベーションアワード）とは、次世代の起業家を育てるために、起業プランやプレゼンテーションなどに賞を授与する大会。群馬県の企業（上毛新聞社、ジンズなど）の協賛で行われる。略称は、GIA。
2013年から毎年開催されている。

## 概要
ジンズCEOの田中仁が、2011年6月に日本代表として招かれた起業家世界大会（モナコ開催）で、海外の起業家たちが地域や社会への貢献を強く意識していることに驚き、「群馬イノベーションスクール亅とともに本大会を設立することを決意した。

## 受賞者
- 第十二回（2024年）　飯塚花笑 (映画監督)[4]

## 協賛企業

### 実行委員
- オープンハウスグループ
- カインズホーム
- ジンズ
- 上毛新聞社
- 群馬銀行

### 特別パートナー
- コシダカホールディングス
- 相模屋食料